# Aelita Andre
Aelita Andre (ur. 9 stycznia 2007) – australijska malarka abstrakcyjna.

## Życie i działalność
Jest córką Australijczyka Michaela Andre oraz Rosjanki, Nikki Kalashnikovej. Oboje jej rodzice są artystami. Mieszka z nimi w Melbourne w Australii. Jako malarka debiutowała mając zaledwie 9 miesięcy. Po raz pierwszy jej prace zostały zaprezentowane gdy miała 22 miesiące, na wystawie zbiorowej w Brunswick Street Galery w Londynie. W tym też okresie jej obrazy osiągały średnio cenę od 240 do 1400 dolarów, natomiast już w 2011 r., trzy jej obrazy zostały zakupione przez włoskiego kolekcionera za sumę 27 tys. dolarów, a jedna z jej prac została również w tym okresie sprzedana w Hongkongu za kwotę 24 tys. dolarów.
W 2011 r., odbyła się jej pierwsza wystawa indywidualna pt. "Prodigy of Color" w Galerii Agora, na nowojorskim Manhattanie. W okresie od 12 czerwca do 3 lipca 2012 r., w tej samej galerii, prezentowana była jej druga wystawa indywidualna pt. "Secret Universe".

## Opinie i odbiór prac
Prace Andre spotkały się z życzliwością krytyków, którzy klasyfikują je jako abstrakcyjny ekspresjonizm. W jej pracach można dostrzec również techniki surrealistycznego automatyzmu i akcydentalizmu. Porównywana była między innymi do Salvadora Dalí i Pabla Picassa.